# Jorge Aguirre Wardi
Jorge David Aguirre Wardi (2 de enero de 1962) es un deportista argentino que compitió en judo. Ganó una medalla en los Juegos Panamericanos de 1991, y seis medallas en el Campeonato Panamericano de Judo entre los años 1980 y 1994.
Participó en los Juegos Olímpicos de Barcelona 1992, donde finalizó decimoséptimo en la categoría de –95 kg.

## Palmarés internacional
| Juegos Panamericanos    | Juegos Panamericanos          | Juegos Panamericanos | Juegos Panamericanos |
| Año                     | Lugar                         | Medalla              | Categoría            |
| ----------------------- | ----------------------------- | -------------------- | -------------------- |
| 1991                    | La Habana (Cuba)              | Medalla de bronce    | –95 kg               |
| Campeonato Panamericano |                               |                      |                      |
| Año                     | Lugar                         | Medalla              | Categoría            |
| 1980                    | Isla de Margarita (Venezuela) | Medalla de bronce    | –78 kg               |
| 1982                    | Santiago de Chile (Chile)     | Medalla de bronce    | –86 kg               |
| 1988                    | Buenos Aires (Argentina)      | Medalla de plata     | –95 kg               |
| 1990                    | Caracas (Venezuela)           | Medalla de plata     | –95 kg               |
| 1992                    | Hamilton (Canadá)             | Medalla de bronce    | –95 kg               |
| 1994                    | Santiago de Chile (Chile)     | Medalla de oro       | –95 kg               |